# 鲍勃·史密斯
鲍勃·史密斯（英語：Bob Smith，1909年4月15日—1993年1月13日），新西兰男子赛艇运动员。他曾代表新西兰参加1938年大英帝国运动会赛艇比赛，获得男子单人双桨和男子双人双桨铜牌。